# Andrássy Gyula (politikus, 1823–1890)
Idősebb csíkszentkirályi és krasznahorkai gróf Andrássy Gyula (teljes nevén Andrássy Gyula Károly) (Oláhpatak, Magyar Királyság, 1823. március 3. – Volosca (ma Abbázia része), Osztrák–Magyar Monarchia, 1890. február 18.) az Andrássy családból való magyar arisztokrata politikus, előbb a Magyar Királyság miniszterelnöke 1867 és 1871 között (ideiglenesen a Monarchia pénzügyminisztere és Magyarország honvédelmi minisztere is), majd az Osztrák–Magyar Monarchia közös külügyminisztere 1871 és 1879 között.
Kulcsszerepet játszott az 1867-es kiegyezés létrejöttében, miniszterelnöksége alatt vetették meg a magyar polgári államrendszer alapjait. Az 1868-as horvát–magyar kiegyezés létrejöttében, a nemzetiségi törvény megalkotásában, és az önálló Magyar Honvédség megalakításában úgyszintén tevékeny részt vállalt. Az, hogy az orosz fenyegetés miatt a Monarchiának a bismarcki Németországgal való szövetségét szorgalmazta, illetve a balkáni terjeszkedés mellett tette le a voksát, életművének vitathatóbb aspektusa.
Mindenesetre Andrássy a Monarchia közigazgatási rendszerében a legmagasabb rangra emelkedett magyar politikusának számít.
Munkásságából az kiemelendő, hogy sokat tett azért, hogy Pest-Buda Közép-Európa jelentős központjává váljon.

## Élete

### Származása és családja

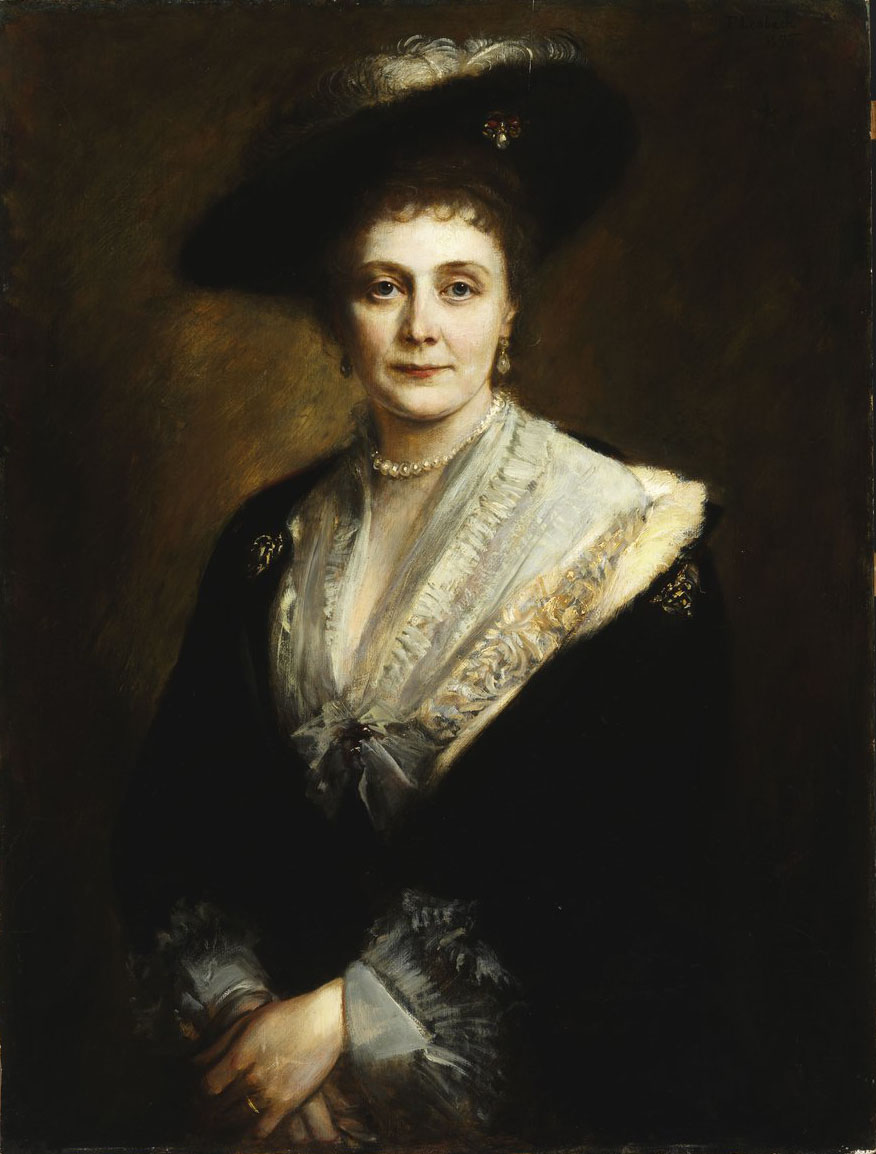
Kendeffy Katinka

A magyar főnemesi származású csíkszentkirályi és krasznahorkai gróf Andrássy családban született. Apja csíkszentkirályi és krasznahorkai gróf Andrássy Károly (1792–1845), országgyűlési követ, nagybirtokos, anyja szapári, muraszombati és szécsiszigeti gróf Szapáry Etelka (1798–1876) csillagkeresztes hölgy, Erzsébet királyné udvarhölgye.
Születési helyét illetően a források hol Tőketerebest, hol Kassát, hol Oláhpatakot említik. (Tőketerebesen valójában fia, ifj. Andrássy Gyula gróf született, 1860-ban.)
Viszonylag későn, harminchárom esztendősen nősült meg. A tekintélyes erdélyi főnemesi családból származó és nagy szépségnek tartott Kendeffy Katinka grófnővel emigrációja idején, 1856-ban kötött szerelmi házasságot. (Katinka biztos hátteret teremtett férjének. Unokája, Andrássy Katinka visszaemlékezései szerint „a megtestesült szelídség, önfeláldozás és alázat volt”.)
Gyermekeik:
- Andrássy Tivadar (Párizs, 1857. július 10. – Budapest, 1905. május 13.)
- Andrássy Ilona (1858–1952), ifj. gróf Batthyány Lajos (1860–1951) felesége
- Ifj. Andrássy Gyula (1860–1929), a Magyar Királyság bel- és külügyminisztere

### Ifjúkora
Hazafias szellemű nevelést kapott, a család hagyományosan ellenzéki szellemű volt.
Gimnáziumi tanulmányait a sátoraljaújhelyi piaristáknál kezdte, ahol 1830 és 1832 között bátyjával, Andrássy Manóval együtt a rendházban lakó konviktorként végezték az 1. és 2. grammatikai osztályokat. Tanáruk az első évben Cseri János (1791–1856), a másodikban Bartos Károly (1796–1847) piarista volt. A grammatikai 3. osztályt 1832/1833-ban a két testvér még együtt járta a tatai piarista gimnáziumban, Schüller Flórián (1802–1859) piarista osztályában, szintén konviktorként. Amíg egy osztályba jártak, a két évvel idősebb Manó volt a jobb tanuló. 1833/1834-ben Gyula már egyedül végezte a 4. grammatikai osztályt Tatán, ahol Kandl Adolf (1802–1838) piarista tanította. Manót ebben az évben máshová küldték szülei. Az eddigi kutatások szerint nem tudjuk, hogy a két Andrássy fiú hol fejezte be a gimnázium felső két osztályát.
Gyula 1840-ben már a pesti egyetemen tanult jogot.
Ifjúkorában a reformkor pezsgése igen jelentős hatást gyakorolt rá. Jogi tanulmányainak befejezése után a korabeli arisztokrata ifjak szokását követve hosszú külföldi utazást tett.
Példaképeként tisztelte Széchenyi Istvánt, akivel a Tisza szabályozása kapcsán személyesen is megismerkedett. A „legnagyobb magyar” felismerte kitűnő képességeit, és nagy jövőt jósolt az akkor politizálni kezdő fiatalembernek: „minden lehet belőle, még Magyarország nádora is”.
Első politikai jellegű felszólalása Zemplén megye 1844. szeptember 25–27-i közgyűlésén hangzott el. „Ha a közjóról van szó – mondta – , akkor nem szabad provinciális szempontoknak hódolni, mert különben lehet ugyan az ember jó zempléni, de sohasem jó hazafi."
1847-ben Zemplén vármegye országgyűlési követe lett, a diétán többször felszólalt, Kossuth Lajos politikájának támogatójaként.

### A szabadságharc idején
1848 áprilisától Zemplén vármegye főispánja, Jellasics betörése után a megyei önkéntes nemzetőrök parancsnokaként részt vett a pákozdi csatában, majd harcolt Schwechatnál is. A tavaszi hadjáratban Görgei Artúr segédtisztjeként szolgált.
1849 tavaszán honvéd ezredessé léptették elő. A Szemere-kormány külügyminiszterének, gróf Batthyány Kázmérnak megbízásából Isztambulba utazott diplomáciai küldetésben, a szorongatott magyar szabadságharc számára igyekezett külföldi támogatást szerezni. Azzal bízták meg, hogy próbálja a török kormányt meggyőzni arról, hogy járjon közbe a románoknál az osztrák császári csapatok lefegyverzése érdekében. A törökök az angolok támogatása nélkül nem mertek lépni. Andrássy annyit azért el tudott érni, hogy a magyar emigránsokat nem szolgáltatták ki a bosszúéhes osztrák kormányzatnak. Többször ment Párizsba és Londonba is.
A magyar szabadságharc bukása után nem térhetett haza. Törökországból Párizsba utazott.

### Száműzetésben
1851-ben távollétében halálra ítélték, és jelképesen (in effigie) felakasztották a szabadságharcban való részvételéért. Kisebb megszakításokkal a francia fővárosban élt ezután, ahol élénken részt vett a társasági életben. Daliás alkata, ibolyakék szemei miatt kora egyik legszebb férfiának tartották, noha az arca himlőhelyes volt.
A párizsi hölgyek a „szép akasztott” (le beau pendu) néven emlegették. Számos sikerrel dicsekedhetett a nők körében.
Emigránstársai irigykedve szóltak jó anyagi helyzetéről levelezéseikben, mert míg ők kölcsönkérni vagy munkát vállalni voltak kénytelenek, Andrássy Londonban versenyistállót tartott fenn, Párizsban pedig luxuskurtizánt tartott ki.

### A kiegyezés

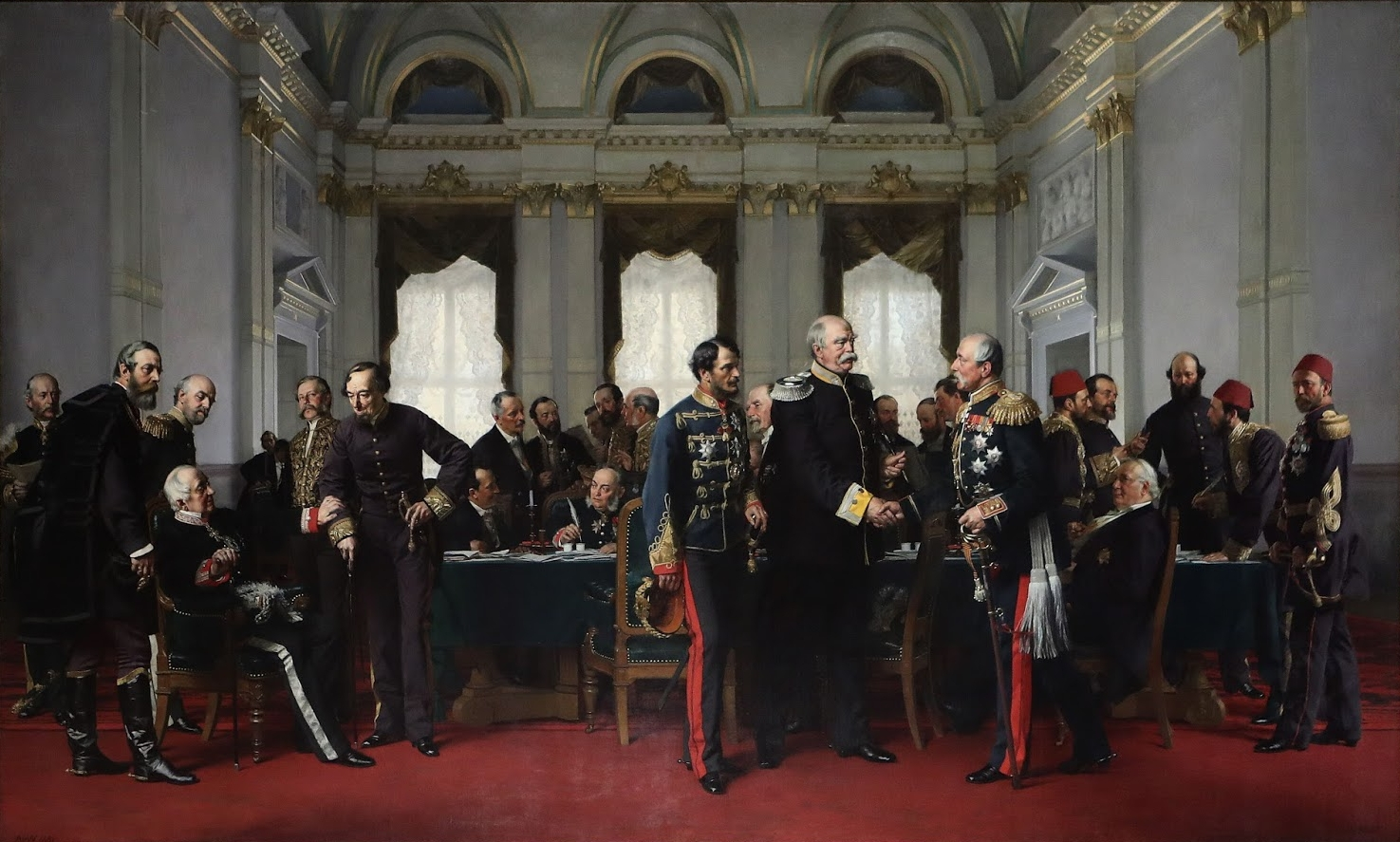
Anton von Werner: A berlini kongresszus (középen Andrássy Gyula kék egyenruhában, Otto von Bismarck német kancellár fekete ruhában és Suvalov orosz diplomata díszöltözetben)

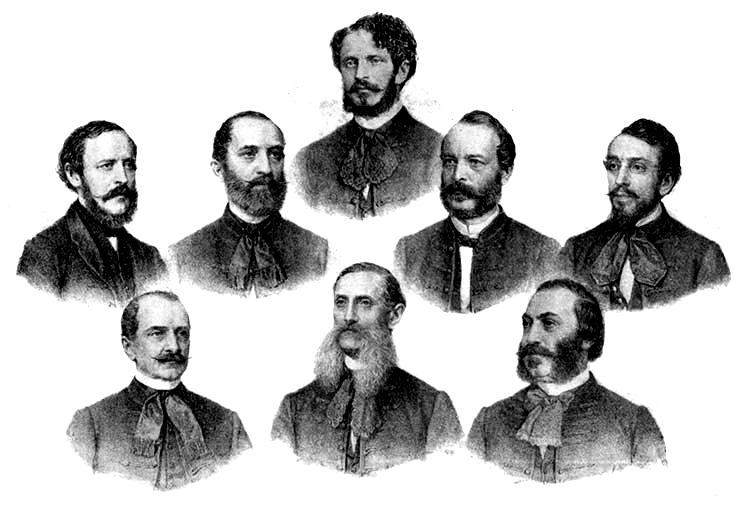
Andrássy Gyula kormánya megalakulásakor (1867. február 20.) Felül középen: Andrássy Gyula miniszterelnök; felső sor balról: Eötvös József vallás- és közoktatásügyi miniszter, Wenckheim Béla belügyminiszter, Lónyay Menyhért pénzügyminiszter, Horvát Boldizsár igazságügy-miniszter ; alsó sor balról: Mikó Imre közmunka- és közlekedésügyi miniszter, Festetics György király személye körüli miniszter, Gorove István földművelés- ipar- és kereskedelemügyi miniszter (Barabás Miklós kőrajza)

1857-ben édesanyja kijárta számára, hogy amnesztiával hazatérhessen. Azonnal bekapcsolódott a politikába, Deák Ferenc követőjeként. Kegyelmet nem kért, a főispáni tisztséget sem vállalta el újra, meg kívánta várni, míg újra alkotmányos viszonyok jöhetnek létre. Továbbra is kapcsolatban maradt az emigrációval. Sátoraljaújhely követe az 1861-es és az 1865–1868-as országgyűlésen, 1865 és 1867 között a képviselőház alelnöke volt.
Eljött annak az ideje, hogy békés úton rendezzék a  Béccsel fennálló ellentéteket. Ferenc József 1865-ben már enyhülni látszott, egyre kompromisszumkészebbnek tűnt a magyarokkal szemben a külpolitikai kudarcok és Deák Húsvéti cikkének hatására. Ismét összehívta az országgyűlést, Andrássy pedig a kiegyezési okmány szövegezésére létrehozott, úgynevezett „hatvanhetes országgyűlési bizottság” elnöke lett.
A kiegyezést előkészítő tárgyalások egyik vezetője lett, az azt megszövegező, ún. Hatvanhetes bizottság tagjaként. Deák számára fontos volt Andrássy diplomáciai és politikai tehetsége, a bécsi udvar által iránta tanúsított elfogadottságára szükség volt ahhoz, hogy a császár is rugalmasan álljon a kiegyezés kérdéséhez. Ezen kívül az Erzsébet császárné és Andrássy közötti jó viszony is döntő fontosságú volt a kitűzött célok elérése szempontjából.
Deák Ferenc javaslatára 1867. február 17-én Ferenc József miniszterelnökké nevezte ki. Az Andrássy-kormány, Magyarország első kormánya az 1848–49-es forradalom és szabadságharc óta február 20-án tette le hivatali esküjét.
Június 8-án Ferenc József magyar királlyá koronázásakor ő látta el a nádor feladatait a ceremónia során. A miniszterelnöki tisztséget 1871. november 14-ig látta el. Elévülhetetlen érdemeket szerzett a dualista államon belül az önálló modern magyar államszervezet megteremtésében. Politikai helyzete kényes volt, mivel miniszterelnökként nem ő, hanem Deák volt a parlamenti többség vezetője, másrészt ekkor még a kiegyezés ellenzőinek tábora is igen erős volt.
Andrássy álma egy „hatalmas, egységes, szabadelvű, királyához hű, Ausztriával egyezségben, Németországgal szövetségben, keleten uralkodó Magyarország volt”.
Jelentős szerepe volt a horvát-magyar kiegyezés (1868) létrejöttében, a liberális szellemiségű nemzetiségi törvény megalkotásában és az önálló magyar Honvédség megalakításában. Miniszterelnöksége idején került sor az Állami Számvevőszék felállítására, a közigazgatás és a bíráskodás szétválasztására, a Határőrvidékek feloszlatására, az központosított ügyészi szervezet létrehozására. A kötelező elemi oktatást is ekkor vezették be. Ugyancsak miniszterelnöksége idejére esik az európai színvonalú polgári perrendtartás törvénybe iktatása.
A Pest-Buda fejlesztése: közép-európai centrummá való fejlesztése is Andrássy nagy álma volt, melynek érdekében ő és munkatársai számos tervet dolgoztak ki.

### Közös külügyminiszterként
1871 és 1879 között az Osztrák–Magyar Monarchia közös külügyminisztere volt, egy ideig a közös pénzügyeket is felügyelte. E tisztségében átalakította a Monarchia külpolitikájának addigi irányvonalát, megszüntette az ország elszigeteltségét, közeledett a Német Császársághoz, az Orosz Birodalomhoz és Olaszországhoz is. Bismarck kancellárral baráti viszonyt ápolt. Később főleg a magyar közvélemény nyomására szakított az oroszbarát politikával, és a Monarchia semleges maradt az 1877–78-as orosz–török háborúban. Külügyminiszterségének legnagyobb eredménye az 1878-ban megtartott berlini kongresszus volt, amely gátat vetett a háború következtében a Balkán felé megindult orosz térfoglalásnak. A Balkán helyzetét rendező nagyhatalmi konferencia során az Osztrák–Magyar Monarchia lehetőséget kapott Bosznia-Hercegovina megszállására. Ennek kapcsán főleg a nagy költségek és az elrendelt mozgósítás miatt számos bírálatot kapott. Ezek hatására lemondott, ami előtt még sikerült megkötnie a Német Birodalommal azt az alapszerződést, amelyet a kiegyezés mellett élete másik fő művének tekintett.
Andrássy Gyula gróf csúcsa volt a magyar úri nobilitásnak és a magyar szellemnek. Ha Deák Ferencz a magyar paraszt inkarnácziója, azoknak összes bölcsesége egy fejben, Andrássy a magyar úr finomsága, charme-ja és szeretetreméltósága desztilált alakban. Nagy úr tudott lenni, a nélkül, hogy gőgös legyen, mindenkit megnyert, sőt megigézett, a nélkül, hogy leereszkedőnek látszanék.
… e kiváló férfiút, aki úgy Magyarország politikai életének, valamint a monarchia külügyi politikájának ma fennálló új alapját megteremtette, a jövendő nemzedékek is eszményképül fogják tekinteni.

### Kapcsolata Erzsébet királynéval
Erzsébet királyné és Andrássy 1866-ban találkoztak először Bécsben, a Burgban. Baráti kapcsolatukat az alapozta meg,hogy az eredendően meglévő szimpátia mellett mind a ketten a közös céljukon: a kiegyezés megkötésén fáradoztak.
„Hogy a kapcsolatuk Andrássy részéről szerelem volt, az a leveleik alapján nem is lehet vitatott. Merthogy leveleztek, de Ferenczy Idán, Erzsébet társalkodónőjén keresztül” − írja a korszak ismert kutatója, Kozári Mónika.
Természetesen már a pletykaéhes kortársak is  szerették volna tudni a részleteket. Mária Valéria főhercegnőt, a királyné leányát például „a magyar gyermeknek” nevezték, és tudni vélték, hogy Andrássy az apja, noha a királyné és a gróf a szigorú protokoll miatt állítólag mindössze egyszer volt kettesben, 1872-ben, akkor is csak pár percre.
Mély barátsággá szelídült érzelmeik viszont sosem hunytak ki egymás iránt. 1890-ben, Andrássy halálakor Mária Valéria ezt írta a naplójába: „Andrássy gróf ma éjszaka meghalt, hosszú, nehéz szenvedés után. Ha nem is váratlan, de egy új, keserű csapás Mama számára, aki igaz és állhatatos barátsággal úgy ragaszkodott hozzá, mint talán senki máshoz.”

### Szabadkőműves pályafutása
Egyes vélemények szerint már 1854-ben, emigrációjában felvették a Mont Sinai szabadkőműves páholyba Párizsban. A Corvin Mátyás páholy történetéről írott könyvében Abafi Lajos közli, hogy Andrássyt 1872-ben vették fel inasnak, 1879-ben emelték legény és mester fokra. 1871–79 között az Osztrák–Magyar Monarchia külügyminisztere volt, s ezért nemigen látogatta a páholymunkákat – 1879-ben, mesterré avatása kapcsán meg is jegyzik, hogy eddig csak négyszer jelent meg a páholyban –, de ez ilyen nagy elfoglaltságú testvérnél akceptálható. 1884-ben beválasztották egy páholybizottságba, amely a siketnémák oktatásának javítását tűzte ki célul. Andrássy 1888-ban fedezte páholyát (kilépett).

### Utolsó évei, halála, temetése

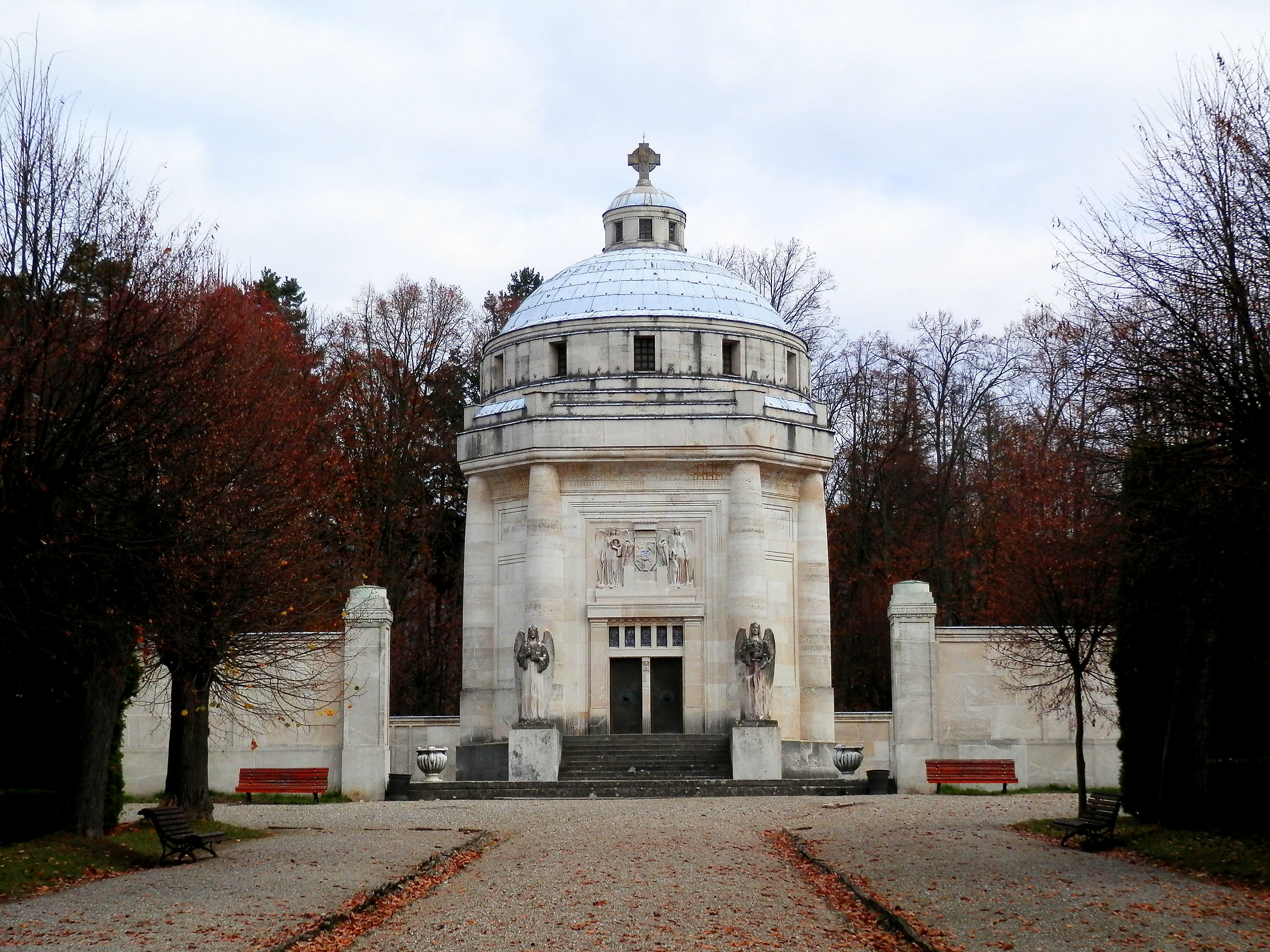
A krasznahorkai Andrássy Mauzóleum

Élete utolsó éveit elhatalmasodó betegsége miatt tőketerebesi kastélyába visszavonulva töltötte, továbbra is figyelemmel kísérve a közéleti eseményeket.
Rákos megbetegedésben hunyt el 1890. február 18-án. (Az Országgyűlésben tartott legutolsó fölszólalását már csak ülve volt képes elmondani.)
A pesti állami temetési szertartásán sokan részt vettek, többek között Erzsébet magyar királyné is. Sisi leánya, Mária Valéria főhercegnő, így ír Andrássy temetéséről naplójában: "Február 21. Ma temetik Andrássyt. Mama özvegyéhez utazott – én később mentem utána. – Amikor a Mama elment, biztosította Andrássy özvegyét hűségéről, odaadásáról, szeretetéről, és arra kérte, hogy ő és fiai minden helyzetben támaszkodjanak rá. Mama azt mondta nekem, hogy csak most jött rá, mi volt számára Andrássy: először érzi magát egészen elhagyatva tanácsadó és barát nélkül.” Erzsébet királyné, akit alig tudott a környezete önuralomra bírni a halálhír megérkezése után, még aznap saját maga fogalmazott meg egy táviratot Andrássy özvegyének: „Megilletődve küldöm a grófnőnek legmelegebb részvétem kifejezését. Az ön családja sokat veszített, de épp úgy fájlalják e veszteséget a király és a haza. Én azonban leghívebb barátomat veszítettem el!"
A temetés után a grófot az ottani kastélyparkban álló mauzóleumában helyezték örök nyugalomra, ahol feleségével együtt nyugszik. A mauzóleum belsejében lévő szobor Zala György munkája. Halálának helyén, a horvátországi Voloskón utolsó lakhelyét emléktábla jelöli.

## Műgyűjtőként
Andrássy Gyula műgyűjtői preferenciáját jól jelzi, hogy a budapesti, a Vízivárosban található palotájának falait egykor Rembrandt, Rubens, Claude Monet, Tintoretto, Tiziano, Anthony van Dyck és William Turner örökbecsű alkotásai díszítették. (Ezeket a második világháború végén az NKVD elzabrálta és Moszkvába szállította.)
A magyar festők közül Munkácsy Mihálynak, Zichy Mihálynak, Madarász Viktornak és Mészöly Gézának szavazott bizalmat.
Egyébiránt Munkácsy le is festette Andrássyt a Párizsi Magyar Egyesület megbízásából. E mű jelenleg lappang.
Andrássy Gyula unokája: gróf Károlyi Mihályné, született gróf Andrássy Katinka az Együtt a forradalomban című memoárjában megörökít egy anekdotát Andrássy és Munkácsy kölcsönös megbecsülésen alapuló viszonyával kapcsolatban: amikor egy estélyen Andrássy hosszasan elbeszélgetett a festővel, kritizálták, hogy a külügyminiszternek igazán nem kellene ennyit foglalkoznia egy piktorral a többi vendég rovására. Andrássy így vágott vissza: – „Tudja azt valaki, ki volt Németalföld miniszterelnöke Rembrandt korában? Engem már réges-rég elfelejtettek, amikor Munkácsyról még mindig tudni fogják, hogy ki volt.”
Andrássy ízlésétől korának modern törekvései sem álltak távol. Szecessziós stílusú műalkotásokat is rendszeresen vásárolt, illetve rendelt meg.
Saját portréit is oly jeles művészekkel festette meg, mint Benczúr Gyula, illetőleg Székely Bertalan.
A Magyar Művészet 1927-ben így értékelte Andrássyt mint műgyűjtőt: „Id. gr. Andrássy Gyula a régi arisztokrata gyűjtő típusát képviselte, azét a gyűjtőét, aki elsősorban a kép rendeltetését, személyes vonatkozásait veszi tekintetbe. (…) Gyűjtőtendenciája akadémikus jelleget visel.”
Andrássy két fia: Tivadar és az ifjabb Gyula folytatták édesapjuk műgyűjtői, mecénási tevékenységét.

## Emlékezete
Emlékét számos köztéri szobor (közülük a legismertebb a Budapesten, a Kossuth Lajos téren újra fölállított, eredetileg Zala György megmintázta lovasszobor), emléktábla, intézmény, valamint a róla elnevezett, a nemzetközi katonai kapcsolatok elmélyítése érdekében végzett kiemelkedő tevékenységet honoráló Andrássy Gyula-díj és a budapesti Andrássy út is őrzi.
Andrássy Gyula út/utca van Békéscsabán, Esztergomban, Veresegyházon, Csongrádban, Csornán és Maglódon.
Az Andrássy Gyula Budapesti Német Nyelvű Egyetemnek, az első Németországon kívüli német intézményi akkreditációval rendelkező egyetemnek szintén ő a névadója.
Békéscsabán Andrássy Gyula Gimnázium és Kollégium működik, emellett az az út is a nevét viseli, melynek nyugati végén a város két legforgalmasabb tömegközlekedési csomópontja üzemel, Miskolcon pedig a Gépipari Technikus vette föl a nevét.
Az Andrássy-palota Budapesten, a Vízivárosban, a Bem rakparton ma is áll. 1966 óta a Budavári Művelődési Háznak ad otthont.
A Magyar Tudományos Akadémia Dísztermében 2021. szeptember 20-án az Ifjabb Gróf Andrássy Gyula Alapítvány szervezésében megrendezésre került A haza szolgálata, az egyházak, az alkotmányosság és a szabadság a két gróf Andrássy Gyula pályafutásában című nemzetközi konferencia.
Ugyancsak az Ifjabb Gróf Andrássy Gyula Alapítvány adta ki A két gróf Andrássy Gyula című reprezentatív kötetet, melynek fülszövege szerint a két Andrássynak: apának és fiának évtizedeken át meghatározó szerepe volt Magyarország életében bekövetkező nagy történelmi fordulatokban és munkásságuknak – még az alapvetően megváltozott politikai-társadalmi viszonyok közepette is – aktuális üzenete van, a XXI. század embere is példát vehet a haza iránti feltétlen elkötelezettségükről, felvilágosult eszméikről. A kötet kultúra- és művészetpártoló tevékenységükbe is beavatja az olvasót.
A VERITAS Történetkutató Intézet 19–20. századi magyar történeti kultuszok címmel műhelykonferenciát rendezett 2022. május 4-én és a műhelykonferencia keretén belül az egyik előadás azt vizsgálta meg, vajon miként alakult apa és fia: id. és ifj. Andrássy Gyula gróf történeti emlékezete. 
A konferencia vonatkozó előadását Ligeti Dávid történész tartotta. Ligeti Dávid úgy fogalmazott, hogy Andrássy Gyula esetében egy egészen sajátos, félbeszakadt kultuszépítésről beszélhetünk. A halála után bekövetkezett különböző történelmi korszakok egyike sem vállalta föl őt igazán.  

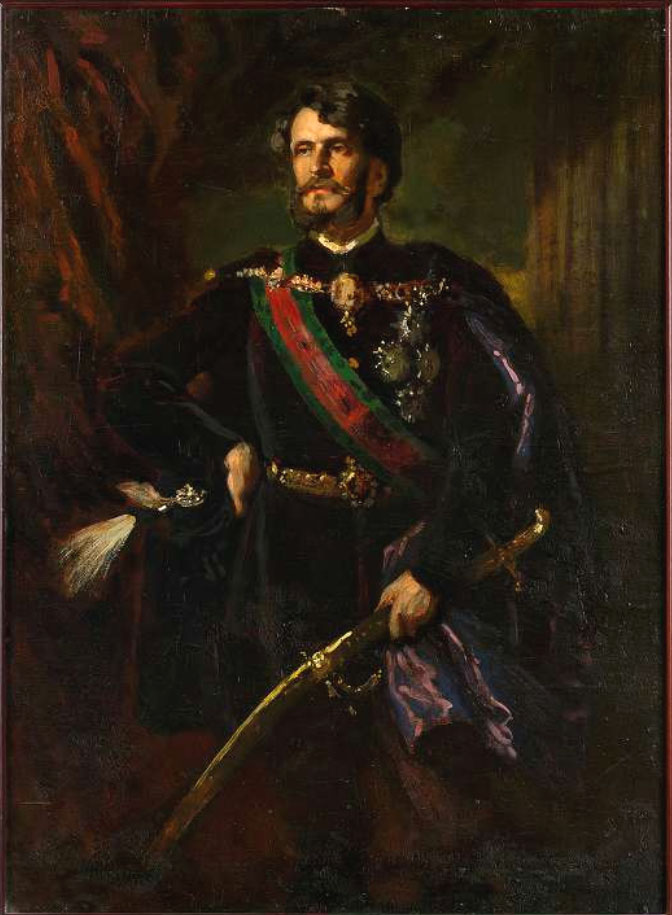
Székely Bertalan: Andrássy Gyula

Születésének 100. évfordulója alkalmából a Veritas Történetkutató Intézet több rendezvénnyel is adódott id. Andrássy Gyula emlékének.
2023. október 3-án egy Veritas-estet rendeztek A „providenciális” államférfi – Andrássy Gyula gróf (1823–1890) címmel. (A címadás arra utalt, hogy Deák Ferenc egy ízben annak a véleményének adott hangot, hogy Andrássy az isteni gondviselés által a magyar nemzetnek adott, azaz providenciális államférfi.)
A Schwarczwölder Ádám és Bordás Bertalan részvételével és a korszak jeles kutatójának: Hermann Róbert kutatócsoport-vezetőnek a moderálásával megtartott rendezvényen rámutattak arra, hogy az I. világháború fényében id. Andrássy Gyula politikai irányvonala (a Monarchiának a német szövetségi rendszerbe való betagozása, illetőleg balkáni terjeszkedése) nem igazán mutatkozott helyesnek. A szocializmus idején gróf voltát és az uralkodópárral: Ferenc Józseffel és Erzsébet királynéval fönntartott barátságát rótták föl neki. A rendszerváltás, azaz 1989 óta megindulhatott kiegyensúlyozottabb, a korabeli politikai realitásokat jobban figyelembe vevő értékelése. Ma már kevesen vitatják, hogy a kiegyezési törvényeket megszavaztató és azokat az országban végrehajtó, az 1867-től kezdődő társadalmi-gazdasági-kulturális prosperáló korszakot megindító miniszterelnökként elévülhetetlen érdemeket szerzett.
Szabadságharc akasztottja, a kiegyezés miniszterelnöke és a Monarchia külügyminisztere – Id. Andrássy Gyula élete és pályája címmel a Magyar Nemzeti Múzeumban 2023. november 17-én konferenciát tartottak a Magyar Nemzeti Múzeum, a Magyar Történelmi Társulat és a Veritas Történelemkutató Intézet szervezésében.
A konferencián megtartott tizenegy előadás szinte teljes képet adott Andrássy Gyula életéről, szerteágazó tevékenységéről. Bemutatták családi hátterét csakúgy, mint a kiegyezésben és a polgári magyar állam megteremtésében játszott szerepét. Különös hangsúlyt helyeztek arra, hogy megmagyarázzák, mi vezette Andrássyt az ún. „kettős szövetség” felé, illetve oda, hogy a Monarchia utóbb tévesnek bizonyult balkáni szerepvállalása (Bosznia-Hercegovina annexiója) mellett döntsön. 
Több előadáson is elhangzott Andrássy krédója. Úgy vélte, hogy Ausztria is csak úgy tarthatja fönn nagyhatalmi státuszát, ha Magyarországgal kiegyezik, és Magyarország számára is az a legkedvezőbb opció, hogy egy nagyhatalom minél befolyásosabb részeként veszi ki a részét az integráció politikai, gazdasági és kulturális előnyeiből.
A szabadságharc akasztottja, a kiegyezés miniszterelnöke és a Monarchia külügyminisztere – Id. Andrássy Gyula élete és pályája című rendezvény utolsó előadásából pedig meg lehetett tudni azt a közvélemény számára kevéssé ismert tényt, hogy a rendszerváltás után Andrássy leszármazottai kezdeményezték, hogy a Budapesten, a Vízivárosban lévő Andrássy-palotában hozzanak létre egy Andrássy Gyula Múzeumot. A múzeumi szakma kezdetben pártolóan állt a kérdéshez, de a kutatómunka során kiderült, hogy a nagy államférfi után nem maradt fönn annyi tárgyi hagyaték, ami alapjául szolgálhatna egy múzeumnak. (Örökösei sok mindent eladtak, a szocializmus idején pedig félelmükben értékes okiratokat semmisítettek meg.)
Az Ifjabb gróf Andrássy Gyula Alapítvány ugyancsak konferenciát rendezett névadója édesapjának tiszteletére 2023. szeptember 22-én a Gödöllői Királyi Kastély Lovardájában. A felkért neves előadók felvázolták id. Andrássy Gyula életútját, megidézték a nagyformátumú, nemzetközi léptékben is meghatározó politikus ma is releváns katonai, politikai, diplomáciai, jogi és művészeti hagyatékát. (Az előadók között volt Jeszenszky Géza volt külügyminiszter, Csorba László, a Magyar Nemzeti Múzeum egykori főigazgatója, Hermann Róbert, Schwarczwölder Ádám és Melkovics Tamás, a korszak jeles történész-szakértői, Mezey Barna jogtörténész professzor, az Eötvös Loránd Tudományegyetem volt rektora, Révész T. Mihály jogtörténész professzor, a Gödöllői Királyi Kastély egykori ügyvezető igazgatója, illetőleg Basics Beatrix művészettörténész, Papházi János, a Gödöllői Királyi kastély muzeológusa, valamint Balla Tibor hadtörténész-ezredes.)
Említést érdemel továbbá, hogy a Magyar Posta bélyeg kibocsátásával köszöntötte Andrássy születésének 200. évfordulóját.

## Róla mondták
„Minden lehet belőle, még Magyarország nádora is” – figyelt föl a fiatal Andrássy Gyula grófra Széchenyi István, és a „legnagyobb magyar” jóslata olyan tekintetben a későbbiekben be is vált, hogy Ferenc József koronázása során a korábbi nádor szerepét töltötte be a Mátyás templomban tartott fényes szertartáson. Simor János hercegprímással együtt ő tette a koronát az uralkodó fejére.
Andrássy Gyula, „az isteni kegyelem által a magyarságnak adott providenciális (gondviselésszerű) államférfi”, mondotta róla Deák Ferenc, a haza bölcse himnikus emelkedettséggel.
„Széchenyin kívül nem ismertem mást, ki, meggyőződésem szerint a zseniális ember nevét jobban megérdemelné, mint gróf Andrássy. Amire mások, gyakran csak nehéz munka és fáradság után, végre keservesen rájönnek, neki legtöbbször intuíció által lesz világossá; és vajmi sokszor oly helyzetben találtam magam, hogy egyes nézetei ellen heteken át harcoltam, hogy véges-végre belássam, hogy mégis neki volt igaza. De fényes tulajdonságainak megvannak a maga árnyoldalai is; ide tartozik türelmetlensége s a rendes kerékvágásban járó hivataloskodástól, mondhatni: a rendtől való idioszinkráziája [beteges irtózása]” – vélekedett róla báró Eötvös József, aki egyébként az egyetlen olyan politikus volt, aki mind a Batthyány-kormány, mind az Andrássy-kormány szolgálatába állt miniszteri posztban: vallás- és közoktatásügyi miniszterként tevékenykedett.
„A nagy Széchenyi István és az igen tisztelt Deák után Andrássy a legméltóbb és legeszesebb képviselője az Osztrák-Magyar Monarchiának.” – állította Liszt Ferenc egy levelében. (Idekívánkozik, hogy Liszt Ferenc Andrássynak ajánlotta Szózat és a magyar himnusz című zongoraművét, amelyben két nemzeti dallamunkat fűzte egybe a nagy komponista.)

## Ismert mondása
Andrássy Gyula élete alkonyán így értékelte pályáját, a közéletben vívott küzdelmeit:

„Ha az ember politikus, akkor állandóan azt kell figyelnie, hogy jó-e vagy rossz, amit csinál. És hogy milyen arányban van a jó és a rossz. A maga szempontjából pedig azt kell eldöntenie a végén, hogy megérte-e. 1888 karácsonyán, mint visszavonulásom óta minden évben küldtem egy üveg saját termesztésű bort Bismarck kancellárnak, aki nem a barátom volt, hanem a szövetségesem. Minden évben megköszönte. Most azt kérte, írjam meg neki röviden, hogyan gondolok vissza az életemre. Két szóval válaszoltam. Érdemes volt.”

## Származása
| csíkszentkirályi és krasznahorkai gróf Andrássy Gyula (Oláhpatak, Magyar Királyság, 1823. március 3.– Volosca (ma Abbázia része), Osztrák–Magyar Monarchia, 1890. február 18.) Magyar Királyság miniszterelnöke, nagybirtokos. | Apja: csíkszentkirályi és krasznahorkai gróf Andrássy Károly (Rozsnyó, 1792. február 29. – Brüsszel, 1845. augusztus 22.) nagybirtokos, országgyűlési követ.                   | Apai nagyapja: csíkszentkirályi és krasznahorkai gróf Andrássy József (1762.–Alsósajó, 1834. július 27.) nagybirtokos.                       | Apai nagyapai dédapja: csíkszentkirályi és krasznahorkai gróf Andrássy Károly (Rozsnyó 1725.–Betlér, 1792. szeptember 5.) nagybirtokos (Szülei: báró csíkszentkirályi és krasznahorkai Andrássy József, földbirtokos és báró gyarmati Balassa Erzsébet)  |
| csíkszentkirályi és krasznahorkai gróf Andrássy Gyula (Oláhpatak, Magyar Királyság, 1823. március 3.– Volosca (ma Abbázia része), Osztrák–Magyar Monarchia, 1890. február 18.) Magyar Királyság miniszterelnöke, nagybirtokos. | Apja: csíkszentkirályi és krasznahorkai gróf Andrássy Károly (Rozsnyó, 1792. február 29. – Brüsszel, 1845. augusztus 22.) nagybirtokos, országgyűlési követ.                   | Apai nagyapja: csíkszentkirályi és krasznahorkai gróf Andrássy József (1762.–Alsósajó, 1834. július 27.) nagybirtokos.                       | Apai nagyapai dédanyja: nádasdi és fogarasföldi Nádasdy Rebeka (1728. július 9.– Betlér, 1795. június 7.) (Szülei: nádasdi és fogarasföldi gróf Nádasdy Ferenc, földbirtokos és Rozalia Rebeca von Schrattenbach)                                        |
| csíkszentkirályi és krasznahorkai gróf Andrássy Gyula (Oláhpatak, Magyar Királyság, 1823. március 3.– Volosca (ma Abbázia része), Osztrák–Magyar Monarchia, 1890. február 18.) Magyar Királyság miniszterelnöke, nagybirtokos. | Apja: csíkszentkirályi és krasznahorkai gróf Andrássy Károly (Rozsnyó, 1792. február 29. – Brüsszel, 1845. augusztus 22.) nagybirtokos, országgyűlési követ.                   | Apai nagyanyja: köröszegi és adorjáni gróf Csáky Walburga (*Pozsony, 1770. március 3.– Pozsony, 1797. március 3.)                            | Apai nagyanyai dédapja: köröszegi és adorjáni gróf Csáky György (1730. november 25. –Hotkóc, 1788. november 6.) Gömör vármegye főispánja, nagybirtokos (Szülei: köröszegi és adorjáni gróf Csáky György, nagybirtokos és báró ebergényi Ebergényi Ilona) |
| csíkszentkirályi és krasznahorkai gróf Andrássy Gyula (Oláhpatak, Magyar Királyság, 1823. március 3.– Volosca (ma Abbázia része), Osztrák–Magyar Monarchia, 1890. február 18.) Magyar Királyság miniszterelnöke, nagybirtokos. | Apja: csíkszentkirályi és krasznahorkai gróf Andrássy Károly (Rozsnyó, 1792. február 29. – Brüsszel, 1845. augusztus 22.) nagybirtokos, országgyűlési követ.                   | Apai nagyanyja: köröszegi és adorjáni gróf Csáky Walburga (*Pozsony, 1770. március 3.– Pozsony, 1797. március 3.)                            | Apai nagyanyai dédanyja: monyorókeréki és monoszlói gróf Erdődy Henriette (Graz, 1731. április 13.– Pozsony, 1778. május 17.) (Szülei: gróf monyorókeréki és monoszlói Erdődy Lajos, Varasdi főispán, nagybirtokos és Maria Regina zu Stubenberg)        |
| csíkszentkirályi és krasznahorkai gróf Andrássy Gyula (Oláhpatak, Magyar Királyság, 1823. március 3.– Volosca (ma Abbázia része), Osztrák–Magyar Monarchia, 1890. február 18.) Magyar Királyság miniszterelnöke, nagybirtokos. | Anyja: szapári, muraszombati és szécsiszigeti gróf Szapáry Etelka (Sopron, 1798. szeptember 26. – Szőlőske, 1876. november 10.) csillagkeresztes hölgy, cs. és kir. udvarhölgy | Anyai nagyapja: szapári, muraszombati és szécsiszigeti gróf Szapáry Péter (1766–1827) császári királyi kamarás, nagybirtokos                 | Anyai nagyapai dédapja: szapári, muraszombati és szécsiszigeti gróf Szapáry Péter (1711–Graz, 1796. július 12.) nagybirtokos (Szülei: gróf szapári, muraszombati és szécsiszigeti Szapáry Péter, nagybirtokos és báró gyarmati Balassa Teréz)            |
| csíkszentkirályi és krasznahorkai gróf Andrássy Gyula (Oláhpatak, Magyar Királyság, 1823. március 3.– Volosca (ma Abbázia része), Osztrák–Magyar Monarchia, 1890. február 18.) Magyar Királyság miniszterelnöke, nagybirtokos. | Anyja: szapári, muraszombati és szécsiszigeti gróf Szapáry Etelka (Sopron, 1798. szeptember 26. – Szőlőske, 1876. november 10.) csillagkeresztes hölgy, cs. és kir. udvarhölgy | Anyai nagyapja: szapári, muraszombati és szécsiszigeti gróf Szapáry Péter (1766–1827) császári királyi kamarás, nagybirtokos                 | Anyai nagyapai dédanyja: németújvári gróf Batthyány Izabella (Németújvár, 1743. február 10. –Buda, 1812. december 6.) (Szülei: gróf németújvári Batthyány Imre, nagybirtokos és gróf Maria Sauer von Krosiagh zu Ankerstein)                             |
| csíkszentkirályi és krasznahorkai gróf Andrássy Gyula (Oláhpatak, Magyar Királyság, 1823. március 3.– Volosca (ma Abbázia része), Osztrák–Magyar Monarchia, 1890. február 18.) Magyar Királyság miniszterelnöke, nagybirtokos. | Anyja: szapári, muraszombati és szécsiszigeti gróf Szapáry Etelka (Sopron, 1798. szeptember 26. – Szőlőske, 1876. november 10.) csillagkeresztes hölgy, cs. és kir. udvarhölgy | Anyai nagyanyja: köröszegi és adorjáni gróf Csáky Julianna (Pozsony, 1770. március 31.–Tőketerebes, 1838. július 30.) csillagkeresztes hölgy | Anyai nagyanyai dédapja: köröszegi és adorjáni gróf Csáky Imre (1728–1804) cs. kir. kamarás, titkos tanácsos, nagybirtokos (Szülei: gróf köröszegi és adorjáni Csáky Ferenc, nagybirtokos és gróf zichi és vásonykeői Zichy Mária Anna)                  |
| csíkszentkirályi és krasznahorkai gróf Andrássy Gyula (Oláhpatak, Magyar Királyság, 1823. március 3.– Volosca (ma Abbázia része), Osztrák–Magyar Monarchia, 1890. február 18.) Magyar Királyság miniszterelnöke, nagybirtokos. | Anyja: szapári, muraszombati és szécsiszigeti gróf Szapáry Etelka (Sopron, 1798. szeptember 26. – Szőlőske, 1876. november 10.) csillagkeresztes hölgy, cs. és kir. udvarhölgy | Anyai nagyanyja: köröszegi és adorjáni gróf Csáky Julianna (Pozsony, 1770. március 31.–Tőketerebes, 1838. július 30.) csillagkeresztes hölgy | Anyai nagyanyai dédanyja: gróf Rozália Engl von und zu Wagrain (*1730. szeptember 3.– Pozsony, 1814. május 17.) |

## Művei
- Andrássy Gyula beszédei 1847–1871, 1-2.; kiad. Lederer Béla; Franklin, Bp., 1891–1893
- Gróf Andrássy Gyula beszéde a véderő-törvényjavaslat tárgyában; Franklin, Bp., 1889 (Olcsó könyvtár)
- A magyar állam fönnmaradásának és alkotmányos szabadságának okai, Budapest, 1901
- Andrássy Gyula Bosznia okkupációjáról tartott három beszéde; Franklin, Bp., 1914 (Olcsó könyvtár)
- Kedves Idám! Leveleskönyv. Erzsébet királyné, Ferenc József, Andrássy Gyula és Schratt Katalin levelei Ferenczy Idához; vál., sajtó alá rend., bev., jegyz. Tolnayné Kiss Mária; Akadémiai, Bp., 1992
- Kedves Idám! Leveleskönyv. Erzsébet királyné, Ferenc József, Andrássy Gyula és Schratt Katalin levelei Ferenczy Idához; vál., sajtó alá rend., bev., jegyz. Tolnayné Kiss Mária, szerk. Faludi Ildikó, Kaján Marianna, átdolg. kiad.; Gödöllői Királyi Kastély Közhasznú Nonprofit Kft., Gödöllő, 2016 (Gödöllői kastély-könyvek)